# Кондратьева, Нина Ивановна
Нина Ивановна Кондратьева (по мужу Малхасянц; род. 7 января 1939, Нелединское, Горьковская область, СССР) — советская и российская артистка балета и педагог, прима-балерина Воронежского театра оперы и балета. Заслуженная артистка РСФСР (1979).

## Биография
В 1959 году окончила Пермское хореографическое училище (класс Н. Д. Сильванович). В 1959—1960 годах — солистка балета Свердловского театра оперы и балета, затем — Пермского театра оперы и балета (1960—1965), Воронежского театра оперы и балета (1966—1980, с перерывом), Московского ансамбля «Молодой балет» (1967—1971). Участница фестивалей «Белые ночи» (1973, Ленинград), «Киевская весна» (1979).
Педагогическая деятельность:
- Воронежское хореографическое училище (1966—1967, 1972—1975)
- Московское хореографическое училище (1982—1984)
- Багдадская школа музыки и танца (Ирак, 1985—1986)[2]
- Хореографический лицей (Москва, 1991—1994)
- Институт современного искусства (Москва, с 1998)

## Семья
Муж — балетмейстер Геннадий Гараевич Малхасянц (1937—2008).
Дочь — солистка Большого театра Юлиана Геннадьевна Малхасянц (род. 1965).

## Театральные работы
Первая исполнительница партий:
- Марика («Сердце Марики», 1959, балетмейстер Г. И. Язвинский)
- Гаянэ («Гаянэ», 1971, постановка М. С. Мартиросяна)
- Клеопатра («Антоний и Клеопатра», 1972, балетмейстер Г. Г. Малхасянц)
- Кармен («Кармен-сюита», 1973, балетмейстер Г. Г. Малхасянц)
- Лауренсия («Лауренсия», 1975, балетмейстер Г. Г. Малхасянц)

Другие партии: Жизель («Жизель»); Китри, Уличная танцовщица («Дон Кихот»); Аврора («Спящая красавица»), Никия («Баядерка»), Маша («Щелкунчик»), Лиза («Тщетная предосторожность» Гертеля, также – Герольда), Одетта-Одиллия, Раймонда; Мария и Зарема («Бахчисарайский фонтан»), Сольвейг, Ингрид, Доврская дева («Пер Гюнт»), Хозяйка Медной горы («Каменный цветок»), Нуне («Гаянэ»), Ева («Сотворение мира»), Франческа («Франческа да Римини»), Анна («Голубой Дунай»), Актриса («Штраусиана»), Девушка («Память»), Вакханка («Вальпургиева ночь»), Чага («Половецкие пляски»), Марюта («Выстрел»).

## Награды
- Лауреат Всесоюзного конкурса артистов балета (1967)
- Заслуженная артистка РСФСР (1979)[3]